# Hurrikan Vince
Hurrikan Vince war einer der seltenen Hurrikane, die vor den Küsten Südeuropas bzw. Nordafrikas beobachtet wurden. Es war der 20. benannte Sturm und der elfte Hurrikan des Jahres 2005.
Hurrikan Vince entstand als Sturmtief Anfang Oktober 2005 im östlichen Atlantik und erreichte völlig unvorhergesehen die iberische Halbinsel am 11. Oktober als tropischer Sturm. Einerseits handelte es sich bei Vince um einen eher schwachen und kurzlebigen Hurrikan, von dem keine größeren Schäden gemeldet wurden, anderseits war er einer der ungewöhnlichsten Hurrikane, die jemals im Atlantik registriert wurden. Es handelte sich um den ersten Hurrikan seit über 160 Jahren, der die spanische Küste erreichte. Zuletzt traf im Oktober 1842 ein Hurrikan der Kategorie 2 die iberische Halbinsel.
Vince war der erste Hurrikan, der seit Beginn der Namensgebung von Wirbelstürmen im Jahre 1950 mit dem Anfangsbuchstaben „V“ benannt wurde und der bis 2019 östlichste je im Atlantik registrierte Hurrikan. Er entstand östlich des 20. Längengrads und nördlich des 30. Breitengrads, was einen außergewöhnlichen Rekord darstellt.

## Verlauf

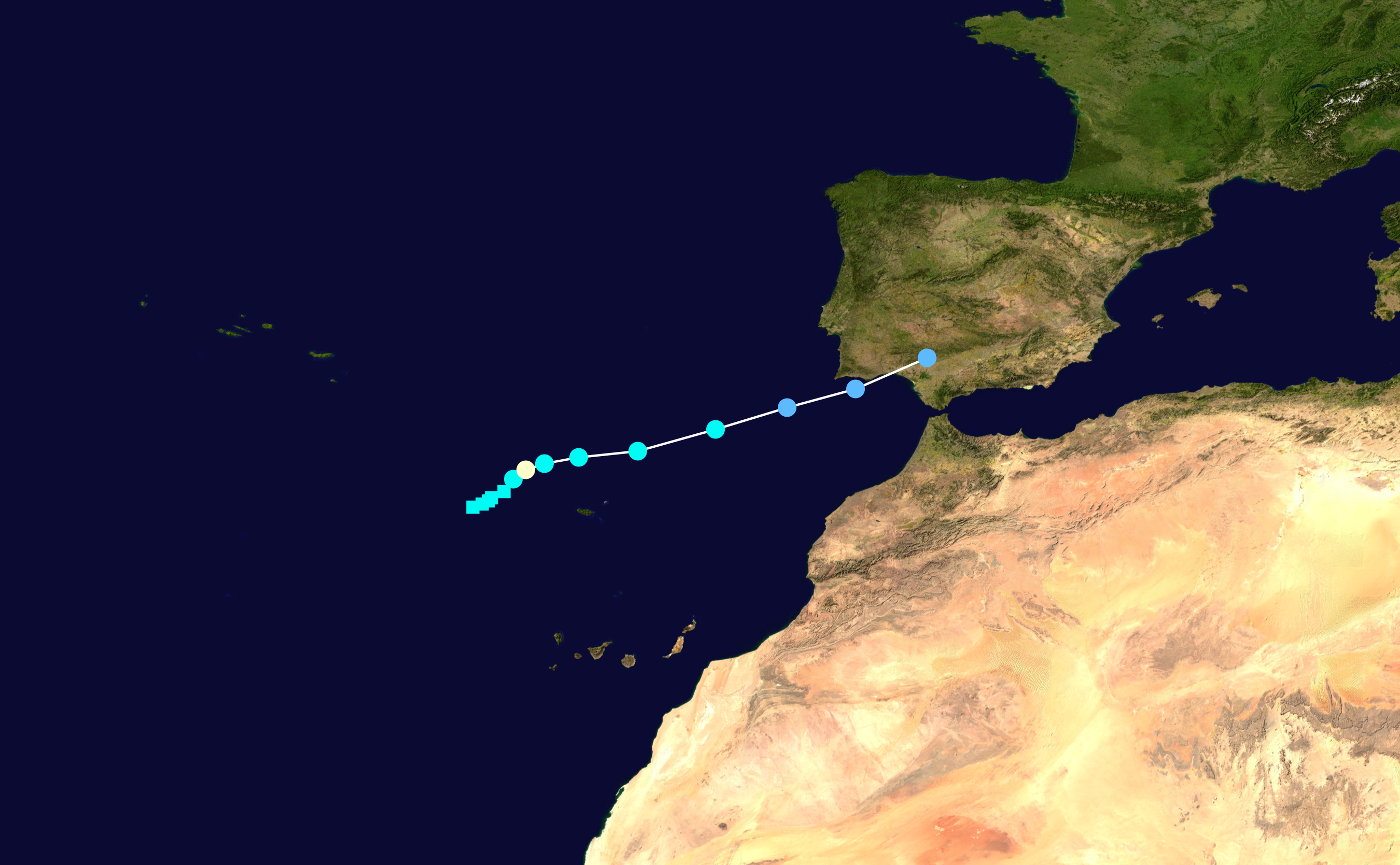
Zugbahn

8. Oktober 2005, 1800 UTC: Bildungsphase des Systems

Die Entstehung und Einstufung von Vince wurde von Meteorologen durchaus als kontrovers angesehen. Als das zunächst unbenannte 20. tropische Tiefdruckgebiet des Jahres am 8. Oktober gegen 23:00 Uhr MESZ mit einem klaren Auge inmitten eines kompakten Wolkensystems die Merkmale eines typischen Hurrikans zeigte, entschied das amerikanische National Hurrican Center das System nicht als tropischen Sturm zu klassifizieren, da die Wassertemperatur für die Entwicklung eines Wirbelsturms eigentlich zu niedrig war.
Entgegen der bisherigen Annahme, dass Wirbelstürme nur bei Wassertemperaturen über 26,5 °C entstehen, war Vince bei Wassertemperaturen unter 24 °C entstanden.
Ursprünglich wurde der Sturm eher als subtropischer, denn als tropischer Sturm beurteilt, aber schließlich zeigte Vince doch viele Merkmale eines tropischen Sturms. Bisher wird davon ausgegangen, dass durch ungewöhnlich kalte arktische Luftmassen in großer Höhe die Entwicklung begünstigt wurde und unter diesen Umständen auch niedrige Wassertemperaturen ausreichen.
Aus der normalen Westwindzone war in einer Höhe von etwa 5500 Metern (500-hPa-Niveau) ein kleines Höhentief ausgeschert und zu den Azoren gewandert. Ein Höhentief ist gekoppelt an Kaltluft in höheren Luftschichten. Hier wurde also die kritische vertikale Temperaturdifferenz nicht durch starke Erwärmung von unten, sondern durch Abkühlung von oben erreicht. Die im Bereich dieses Höhentiefs sich ausbildende Konvektion war so stark, dass sich ein hurrikanartiges System bildete. In dieser Bildungsweise ähnelt das Tief eher einem Medicane des Mittelmeerraumes, als einem atlantischen Hurricane, wie auch seiner Zugbahn: Es lag noch im Einfluss der außertropischen Westwinddrift, nicht der tropischen Passatwinde, und wandte sich daher ostwärts.
Offiziell wurde der tropische Sturm Vince am 9. Oktober um 17:00 MESZ benannt, als er sich an einer recht ungewöhnlichen Position im östlichen Atlantik nahe der Insel Madeira, ungefähr 830 Kilometer südöstlich der Azoren befand. Nur sechs Stunden später wurde Vince als Hurrikan hochgestuft.
Das europäische Festland erreichte Vince am 11. Oktober gegen 11:00 MESZ nahe der spanischen Stadt Huelva, nachdem sich der Wirbelsturm auf die Stärke eines Sturmtiefs abgeschwächt hatte.

## Auswirkungen
„Vince“ sorgte auf Madeira, den Kanarischen Inseln und weiters an den Küsten Portugals und Spaniens für stärkere Regenfälle. Durch Hurrikan Vince wurden keine bekanntgewordenen Schäden an Menschen und Gütern verursacht. Die höchste gemessene Windgeschwindigkeit wurde mit 77 km/h in Jerez in Spanien gemessen, obwohl einige Schiffe stärkere Winde meldeten. Die Niederschläge im Zusammenhang mit Vince waren vergleichbar zu normalen Regenfallereignissen durch nichttropische Systeme und beliefen sich auf 25–50 mm. In einem Wortspiel mit einem Songtitel aus My Fair Lady kommentierte der Hurrikanexperte des National Hurricane Center James Franklin in seinem Bericht über den Hurrikan Vince, „the rain in Spain was mainly less than 2 inches, although 3.30 inches fell in the plain at Cordoba.“ Auf Deutsch: Der Regen in Spanien betrug weniger als 50 mm, obwohl in der Ebene bei Córdoba 84 mm fielen. Der entsprechende Liedtitel in dem Musical, dessen Texte von Alan Jay Lerner stammen, lautet „The rain in Spain stays mainly in the plain“ – der Regen in Spanien bleibt hauptsächlich in der Ebene.

## Rekorde und Namensgebung

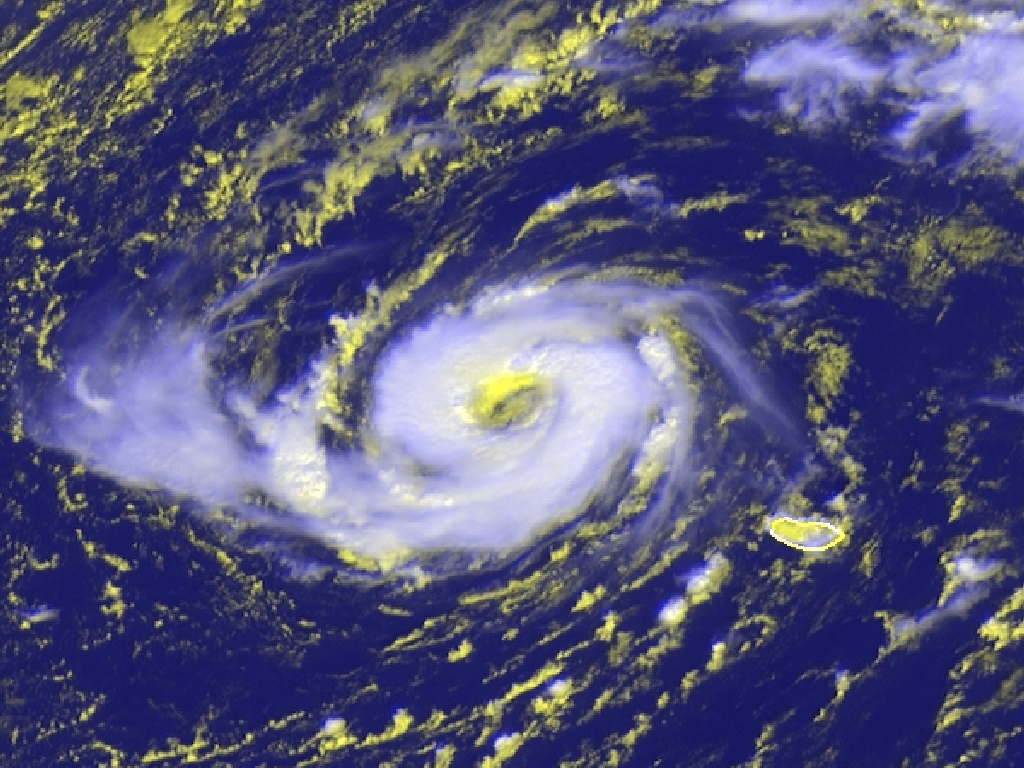
Hurrikan Vince am 9. Oktober 2005, nordwestlich von Madeira. Zum Vergleich, die Hauptinsel des Archipel, Madeira (die größte Insel auf der Abbildung), ist etwa 57 km lang. (© 2005 EUMETSAT)

Obwohl Hurrikan Vince ein sehr kleiner und kurzlebiger Sturm war, ist er nennenswert, weil er sich im nordöstlichen Atlantik vor der Küste Marokkos bildete, ziemlich weit von der Gegend, in welcher die tropischen Wirbelstürme im Atlantik sich ansonsten bilden. Der Punkt seiner Bildung ist mit 32,9° nördlicher Breite und 20,6° westlicher Länge der am weitesten im Nordosten gelegene Punkt, an dem sich jemals in der Geschichte der Aufzeichnungen tropischer Wirbelstürme ein solcher gebildet hat. Der vorherige Rekord bestand durch Ivan in der atlantischen Hurrikansaison 1980 und lag bei 35,6° Nord und 24,6° West. Vince ist allerdings nicht der nördlichste oder östlichste Sturm; diese Rekorde werden durch Alberto (atlantische Hurrikansaison 1988 bei 41,5° Nord) beziehungsweise Ginger (atlantische Hurrikansaison 1967 bei 18,1° West) gehalten.
Hurrikan Vince entwickelte sich allerdings weiter östlich zu einem Hurrikan, als jeder zuvor bekannte Sturm, nämlich bei 18,9° westlicher Länge. Den Rekord hielt er bis Oktober 2019, als sich Tropensturm Pablo bei 18,3° westlicher Länge zu einem Hurrikan intensivierte. Vince ist auch der erste tropische Wirbelsturm, der auf die iberische Halbinsel traf, und zwar in der Nähe von Huelva.
Als sich der Subtropische Sturm Vince am 8. Oktober bildete, geschah dies 38 Tage früher, als der bisherige Rekord des Tropischen Sturmes Einundzwanzig der atlantischen Hurrikansaison 1933. Hurrikan Vince war auch der erste Sturm im atlantischen Becken, der seit dem Beginn der Benennung tropischer Stürme im Jahre 1950 einen mit einem „V“ beginnenden Namen erhielt. Aufgrund des Fehlens jeglicher wesentlicher Schäden wurde der Name bis 2010 von der World Meteorological Organization nicht gestrichen und stand damit für die Namensgebung während der atlantischen Hurrikansaison 2011 erneut zur Verfügung.